# 구도 고타
구도 고타(일본어: 工藤 孝太, 2003년 8월 13일~)는 일본의 축구 선수이다.

## 구단 경력
그는 2021년 J1리그의 우라와 레즈에 입단했다. 2023년부터 2024년까지 J2리그의 후지에다 MYFC와 J3리그의 기라반츠 기타큐슈에서 뛰었다. 2024년 J1리그의 파지아노 오카야마로 이적했다.